# شاه لیر (فیلم ۱۹۸۷)
شاه لیر (انگلیسی: King Lear) فیلمی به کارگردانی ژان-لوک گدار است که در سال ۱۹۸۷ منتشر شد.

## بازیگران
- بورگس مریدیت
- مالی رینگوالد
- وودی آلن
- لئوس کاراکس
- ژولی دلپی
- ژان-لوک گدار
- نورمن میلر